# 林耀文
林耀文（1976年2月22日—），臺灣民主進步黨政治人物，是臺灣政治史上最年輕的政務官。他自臺灣第一次總統直選後便跟隨謝長廷，現為新文化基金會（謝長廷創立）的董事長。

## 生平
林耀文生於新竹市資深建築業者的大家庭中，身高185公分，高中時是校隊的中鋒，朋友暱稱他為「大熊」，他在書寫自稱時，則改為「大雄」。林耀文長得像前總統陳水扁的女婿趙建銘，經常被誤認。1999年，他畢業於淡江大學公共行政系，後來就讀國立中山大學政治碩士班，2006年取得國立中山大學社會科學院高階公共政策碩士學位。

### 新文化學生工作隊
林耀文在淡江大學求學時，適逢臺灣第一次民選總統，他報名參加了民進黨彭明敏、謝長廷為第一次總統民選而組的青年軍「種籽鯨神學生矩陣」。1996年彭謝敗選後，他正式加入新文化工作隊，擔任組織部長。
1997年，謝長廷將林耀文推薦給蘇貞昌擔任競選臺北縣長競選總部活動、青年負責人，擬定行銷策略計畫，並參與蘇貞昌以「電火球」為競選招牌的過程，「電火球」從此變成蘇貞昌的招牌。
1998年，謝長廷競選高雄市長，林耀文擔任謝長廷高雄市長競選總部活動部主任。謝長廷勝選後，便安排他到高雄發展聯誼會擔任執行長。他在這裡認識了許多政商聞人，故三立電視董事長林崑海就是其中之一。

### 高雄市新聞處處長
2002年，高雄市議會決議於2004年裁併高雄市政府新聞處。2003年3月，林耀文接任高雄市新聞處處長，打破同黨籍羅文嘉28歲任政務官的紀錄，成為全臺灣最年輕的政務官。在他的努力及林崑海的幫助下，高雄市議會先將新聞處裁併案延後一年，最終取消裁併。
2003年底，林耀文與獲選木棉花小姐的女友結婚，他以謝長廷市長任內「十大建設」為婚紗照背景，並在婚宴入口放上謝市長的政績。2004年，高雄市成功爭取到2009年世界運動會的主辦權，林耀文在簽約儀式上，邀請ESPN每年到高雄舉辦極限運動或世界運動會的單項運動。
林耀文接任新聞處處長後，進行城市行銷，他舉辦許多活動，設計影展，並邀請、協助導演到高雄拍片。林耀文認為謝市府團隊最大的成就，就是「增加高雄市民的光榮感和對城市生活品質的滿意度」。他的工作是宣揚市政府的施政成果，例如宣傳市府團隊整治的愛河。
林耀文擔任高雄市新聞處處長時，得到林崑海的支持。高雄市的重要新聞，林崑海都會派SNG車報導；高雄市舉辦跨年晚會時，林崑海也幫忙邀請知名藝人南下高雄演出。

### 行政院院長辦公室主任
2005年初，謝長廷出任行政院院長，林耀文被委任為行政院長辦公室主任，創下了該職務最年輕的紀錄。在這段期間，林耀文協助謝院長處理興建台灣高鐵時遇到的資金問題。

### 輔選臺北市長及總統
2006年，謝長廷請辭行政院院長，隨後投入年底的臺北市長選舉，林耀文擔任競選總部執行副總幹事。2007年，謝長廷通過民進黨黨內初選，參加2008總統大選，林耀文以競選總部執行副總幹事的身分負責「候選人事務群」，並代表謝長廷參與總統大選最高戰略決策的「策略小組」。2008年3月，國民黨費鴻泰、羅明才、陳杰及羅淑蕾四位立委懷疑長昌競選總部頂樓辦公室非法租借，會同財政部長何志欽、第一金控總經理黃獻全，拒絕警衛換證的要求，直接到頂樓辦公室，被林耀文等幕僚攔阻。

### 新文化基金會董事長
從2006年到2016年，林耀文擔任謝長廷辦公室主任，並對媒體回應有關謝長廷及謝系相關的問題。2011年，林耀文成為新文化基金會董事長，指導新文化學生工作隊的學生編輯製作《新文化基金會會訊》，介紹基金會的活動及評論時政。同時，林耀文代表謝系當選多屆民進黨中執委、中評委。

## 新聞事件

### 壹週刊報導
2013年7月，《壹週刊》報導林耀文跟謝長廷進行民共交流時，在澳門豪賭賭輸上億元、向友人調借資金供作賭金等，後來證實為不實報導。2014年1月，《壹週刊》在661期第12頁中刊登道歉啟事。

### 對民進黨的建議
民進黨2018年九合一大選挫敗後，在第一次中執會上，林耀文舉日本首相安倍兩次執政，從大政府小企業，變成小政府大企業為例。再提到修法營業稅提高到20%，強迫分配盈餘，都是問題。並表示：「我們今天開完會，告訴社會什麼？人民就是討厭你，你卻一直在做人民討厭的事，行政院幕僚都在做SOP的事。」
2019年，民進黨中執會討論不分區立委名單之前，林耀文表示這份的名單對民進黨的社會形象和認同都很重要，必須要討論對黨的貢獻和社會的支持，避免像國民黨不分區名單一樣引發爭議。

## 外部連結
- 林耀文臉書
- 新文化基金會 （页面存档备份，存于）
- 新文化青年工作隊 （页面存档备份，存于）
- 高雄畫刊 （页面存档备份，存于）